# 九龍坡機場
九龙坡机场是中国重慶市的一個機場，位於位於重慶市中心西南方向約7公里處，現為成渝铁路重庆南站所在地。

## 历史
- 1936年，國民政府軍事委員會委員長重慶行營航空部部長與四川省建設廳廳長盧作孚會商，擬在九龍坡建築一較大規模的機場。同年3月，中國航空派德國籍工程師及技師數人前往九龍坡一帶測量，之後未動工。

- 1939年3月，國民政府交通部、國民政府軍事委員會航空委員會和空軍92轉運站聯合向鐵路局租借九龍坡鐵路路基修建飛機場，由倪雨季工程隊和太業營造公司承建。年內夷平兩個小山包，建成長1,125公尺、寬45公尺的跑道。

- 1940年，九龍坡機場投入使用。

- 1942年由國民政府交通部投資，中航負責修建一條長900公尺、寬25公尺的滑行道，大小停機坪8個，停機坪面積約6,000平方公尺。機場內修建營房33幢。該機場地理位置比較隱蔽，常為要人專機起降之用。

九龍坡機場啟用之後，每年長江漲水淹沒珊瑚壩機場之際，民航班機即由珊瑚壩改在九龍坡機場起降。
抗日戰争勝利後，九龍坡機場還給成渝鐵路工程局，此時其跑道久已無人負責，機場塔臺也行將拆除。因洪水期已至，珊瑚壩機場不能使用。
- 1945年8月28日，毛泽东等中共领导人乘坐专机，由延安抵达重庆，开始重庆谈判。专机使用该机场降落。

- 1949年6月擬整修九龍坡機場。第一步修建工程先恢復急要部分，使飛機能起降無礙，經費共大米500石，由兩航空公司及民航空運隊平均墊付，後由交通部撥款歸墊，由西南長官公署派兵工修理。

- 1949年，交通部民航局與成渝鐵路工程局達成關於租用九龍坡基地的協定，將九龍坡車站基地內原有飛機場跑道在成渝鐵路工程局業務尚未發展前租與民航局，以利空運之用。租期4個月。

- 1949年10月1日撥交民航局接管。按機場每月實際收入的一半付與鐵路工程局，以作機場的租費。協定還規定：對機場跑道的維護由民航局負責，所有站內房屋由民航局接管。所有跑道兩側的器材由路局負責搬運至距跑道中心線250英尺以外，以利飛行安全。九龍坡機場只能降落C-47型飛機。

1950年，該機場停止使用，隨後改建為成渝鐵路九龍坡火車站。